# Škofija Joliette
Škofija Joliette je rimskokatoliška škofija s sedežem v Joliettu (Quebec, Kanada).

## Geografija
Škofija zajame področje 8.800  km² s 231.430 prebivalci, od katerih je 218.445 rimokatoličanov (94,4 % vsega prebivalstva).
Škofija se nadalje deli na 57 župnij.

## Škofje
- Joseph Alfred Archambault (27. junij 1904-25. april 1913)
- Joseph-Guillaume-Laurent Forbes (6. avgust 1913-29. januar 1928)
- Joseph Arthur Papineau (15. junij 1928-3. januar 1968)
- René Audet (3. januar 1968-31. oktober 1990)
- Gilles Lussier (7. september 1991-danes)